# Steven M. Stanley
Steven Mitchell Stanley (* 2. November 1941 in Detroit) ist ein US-amerikanischer Paläontologe.
Stanley studierte an der Princeton University (Bachelor 1963) und wurde 1968 an der Yale University promoviert. 1967 war er Assistant Professor für Geologie an der University of Rochester und ab Assistant Professor und später Professor für Paläobiologie an der Johns Hopkins University. Ab 1972 war er Research Associate der Smithsonian Institution. 2005 ging er in den Ruhestand.
Stanley befasste sich mit Paläoökologie und Paläoklimatologie, Mustern und Raten der Evolution und Massenaussterben. 1972 entwickelte er die Hypothese, dass die Kambrische Explosion durch Evolutionsdruck von Räubern erklärt werden konnte, worauf die Beutetiere zum Beispiel mit der Entwicklung von Schalen, schnelleres Schwimmen oder der Fähigkeit sich Einzugraben reagierten, was diesen teilweise neue Lebensräume eröffnete.
Er ist Mitglied der National Academy of Sciences und der American Academy of Arts and Sciences sowie der Geological Society of America. 1977 erhielt er den Charles Schuchert Award der Paleontological Society und 2007 die Paleontological Society Medal. 2008 erhielt er den William H. Twenhofel Award der Society for Sedimentary Geology und 2006 die Mary Clark Thompson Medal der National Academy of Sciences. 2013 wurde er mit der Penrose-Medaille ausgezeichnet. 1980 war er Guggenheim Fellow.

## Schriften
- Historische Geologie. 2. Auflage. Spektrum, Heidelberg 2001, ISBN 3-8274-0569-6.
- mit David M. Raup Principles of Paleontology, Freeman 1971
- Earth and Life through time, Freeman 1986, 1989
- Earth System History, Freeman 1999, 3. Auflage 2009
- Children of the ice age : how a global catastrophe allowed humans to evolve, Harmony Books 1996
- Exploring earth and life through time, Freeman 1993
- Macroevolution - patterns and processes, Johns Hopkins University Press 1998
- Extinction, Scientific American Library, Freeman 1987, deutsche Übersetzung: Krisen der Evolution. Artensterben in der Erdgeschichte, Spektrum Verlag 1988 und Wendemarken des Lebens, Spektrum Verlag 1998
- The new evolutionary timetable : fossils, genes, and the origin of species, New York, Basic Books 1981
- mit Niles Eldredge (Herausgeber) Living fossils, Springer Verlag 1984